# Die Wölfe von Willoby
Wölfe von Willoby, Originaltitel The Wolves of Willoughby Chase, ist ein britischer Kinderspielfilm aus dem Jahre 1989.
Die Geschichte basiert auf dem Roman „Wölfe ums Schloss“ („The Wolves Of Willoughby Chase“) der britischen Autorin Joan Aiken. Der Film wurde erstmals am 15. Dezember 1989 im Vereinigten Königreich veröffentlicht. Wie auch das Buch, spielt der Film in einer alternativen Geschichtsversion des Englands im 19. Jahrhundert, wo Wolfsrudel durch die Landschaft streifen.

## Inhalt
Bonnie ist die Tochter der reichen Landsleute Sir und Lady Willoughby, die auf dem Landsitz Willoughby Chase leben. Lady Willoughby ist krank und Bonnies Vater plant, sich zur Genesung ans Mittelmeer zu begeben. Sir Willoughby veranlasst, dass Bonnies Cousine Sylvia aus London kommt, um ihr während seiner Abwesenheit Gesellschaft zu leisten. Bisher hatte diese bei ihrer betagten Tante Jane gelebt, die sie zum Bahnhof begleitet. Während der Zugfahrt nach Willoughby Chase trifft Sylvia einen mysteriösen Mann namens Mr. Grimshaw. In Willoughby Chase trifft eine schöne Frau mittleren Alters ein und entpuppt sich als Cousine vierten Grades von Bonnie und Sylvia und deren neue Gouvernante Letitia Slighcarp. Am nächsten Morgen schleicht sich Bonnie in die Kutsche, die Sylvia abholen soll, und nimmt ein Gewehr mit. Als der Zug am Bahnhof ankommt, wird Mr. Grimshaw bewusstlos, nachdem Wölfe versucht haben, den Zug anzugreifen. Bonnie und Sylvia nehmen Mr. Grimshaw mit zurück nach Willoughby Chase. Nicht lange danach brechen Bonnies Eltern zur Genesung an Bord der Thessaly auf.
Am nächsten Tag steigen Bonnie und Sylvia auf einen Schlitten und werden fast von Wölfen angegriffen, bis sie von Simon gerettet werden, einem Jungen, der in einer Höhle lebt und Gänse züchtet. Die Mädchen kehren in der Nacht zurück und stellen fest, dass Miss Slighcarp alle Bediensteten, bis auf den Butler James und das Kindermädchen Pattern, entlassen hat. Während des Abendessens weigert sich Miss Slighcarp, eine Erklärung für die Entlassung der Bediensteten abzugeben, gibt den Mädchen Haferbrei statt ihres üblichen Festessens und tadelt Bonnie scharf, nachdem sie versehentlich ein Glas Milch auf den Abschiedsbrief ihres Vaters verschüttet hat. So beginnt Bonnie die wahre kalte und böse Natur ihrer Gouvernante zu vermuten.
Am Tag danach erwischen Bonnie und Sylvia Miss Slighcarp in Lady Willoughbys bestem Kleid. Bonnie fordert sie auf, es auszuziehen und wirft schließlich eine Vase voll Wasser auf Miss Slighcarp und schreit: „Ich hasse Sie!“ Miss Slighcarp sperrt Bonnie daraufhin in einen Kleiderschrank im Schulzimmer ein und Sylvia sieht, dass Miss Slighcarp James befohlen hat, alle Spielsachen wegzuschaffen. Sylvia stiehlt Miss Slighcarp, die badet und eigentlich eine Glatze hat, den Schlüssel und befreit Bonnie. Sie entdecken einen Geheimgang und belauschen ein Gespräch, in dem Miss Slighcarp verrät, dass sie Lord Willoughbys Testament, mit Mr. Grimshaws Hilfe, gefälscht und den Untergang des Thessaly-Schiffes vorbereitet hat. Mr. Grimshaw wirft das echte Testament in den Kamin, aber Bonnie und Sylvia retten den restlichen Teil davon. Als Slighcarp Bonnie wieder aus dem Schrank lässt, gibt diese vor, verrückt geworden zu sein, um somit mit dem Arzt Dr. Morne in Kontakt treten zu können. Der Plan scheitert, als Sylvia von Mr. Grimshaw gefasst wird und Miss Slighcarp den an Dr. Morne adressierten Brief verbrennt.
Um sie aus dem Weg zu räumen, fährt Slighcarp mit den Mädchen in ein Waisenhaus in der Industriestadt Blastburn, das von der verwitweten Gertrude Brisket, einer alten Freundin von Slighcarp, und ihrem jugendlichen Sohn Rupert geführt wird. Dort werden Bonnie und Sylvia gezwungen, in einer Wäscherei mit gefährlichen Maschinen zu arbeiten, die aufgrund unsachgemäßer Wartung immer wieder kaputt gehen. In einem solchen Fall versucht ein kleiner Junge namens Joey, Sylvia zu helfen, als sie zu fallen droht, wird jedoch von Bonnie zu seiner eigenen Sicherheit daran gehindert, und sie rettet ihre Cousine. Einige Zeit später passiert ein weiterer Unfall, bei dem Joey in die Wäschewannen fällt und ertrinkt. Unterdessen bekommt Miss Slighcarp eine Zeitung aus Blastburn mit der Schlagzeile „Thessaly gesunken!“ Daher beschließt sie, nach Blastburn zurückzukehren. Während der Fahrt schleicht sich Simon unbemerkt in die Kutsche. In Blastburn teilt Slighcarp Brisket mit, dass sie sich ihr bei Willoughby Chase anschließen kann, nachdem sie Lord Willoughbys Vermögen geerbt hat, und dass sie sich der Mädchen entledigen müssen.
Bonnie und Sylvia sind in einem Kohleraum eingesperrt und Simon versucht ihnen zu helfen. Als sie bei einem Fluchtversuch entdeckt werden, jagen Rupert und Miss Slighcarp Bonnie und Sylvia durch die gesamte Anlage, doch Rupert fällt dabei in zwei Kleiderrollen und wird erdrückt. Slighcarp informiert Brisket über die Flucht der Mädchen und den Tod Ruperts. Brisket ist zutiefst betrübt über den Verlust ihres Sohnes und weint, aber Slighcarp drängt sie dazu, weiter nach den Kindern zu jagen. Simon und die Mädchen fliehen mit der Kutsche, in der Slighcarp gereist ist, und als sie schließlich auf dem Gelände von Willoughby Chase ankommen, benutzen sie einen Pferdeschlitten. Aber Miss Slighcarp und Brisket folgen ihnen in einem kohlebetriebenen Schlitten und sind kurz davor, sie einzuholen, als Slighcarp ihre Kumpanin versehentlich vom Schlitten stößt und diese von Wölfen gefressen wird. Slighcarp verliert daraufhin die Kontrolle über den Schlitten, dessen Mechanismus überhitzt und explodiert.
James wird darüber informiert, dass die Willoughbys gerettet wurden und nimmt, zusammen mit Pattern, Mr. Grimshaw gefangen, als dieser versucht zu fliehen. Bonnie und Sylvia kehren zum Schloss zurück, wo sie etwas essen und sich anschließend saubere Kleider anziehen. Als sie nach James und Pattern suchen, sehen sie, dass Wölfe in das Schloss eingedrungen sind. Als sie versuchen zu fliehen, um zu Simons Höhle zu gelangen, taucht Miss Slighcarp unerwartet aus der hinteren Küchentür auf. Unglaublicherweise hat sie die Schlittenexplosion überlebt, aber ihr einst schönes Gesicht ist durch schwere Verbrennungen schrecklich entstellt und ihre elegante Kleidung ist zu verkohlten Lumpen geworden. Sie droht, Sylvia in einem Becken zu ertränken und versucht, Bonnie mit Küchenmessern zu erstechen, wird aber schließlich von Bonnie in den Ofen gestoßen, wodurch ihr Kleid in Flammen aufgeht und sie panisch aus dem Schloss rennt und sich in den Schnee stürzt. In diesem Moment kehren Lord und Lady Willoughby in einer Kutsche zurück, weshalb Slighcarp in den Wald flieht, wo sie von Wölfen gefressen wird.
Lord und Lady Willoughby berichten, dass sie nach der Rettung der sinkenden Thessaly auf einer Tropeninsel gelandet wären und nicht damit gerechnet hätten, je nach Willoughby Chase zurückkehren zu können. Kurze Zeit später wird Grimshaw verhaftet, nachdem er versucht hatte, das gesamte Silber des Anwesens zu stehlen, wobei er erstaunlicherweise keinen Widerstand zeigte und freudig sagte, dass es sich um ein Wunder handele. Lord Willoughby beschließt, Tante Jane den Ostflügel des Herrenhauses zu überlassen, damit sie eine Wohnung hat und Sylvia ihre Cousine nicht zurücklassen muss.

## Filmmusik
Die Originalmusik zu „The Wolves of Willoughby Chase“ von dem englischen Komponisten Colin Towns, wurde 1995 von Digital TER Records veröffentlicht.
Songverzeichnis
- Willoughby House – 2:15
- Main Theme – 2:09
- Rocking Horse – 1:38
- Bonnie Collects Sylvia – 4:07
- Playing in the Snow – 1:32
- Simon's Cave – 3:11
- Slighcarp in the Bath – 1:55
- Secret Passage – 2:24
- Journey to Blastburn – 1:47
- Mrs. Brisket – 0:59
- Home Thoughts – 1:34
- Collage – 1:30
- Dangerous Laundry – 2:02
- Quick They've Escaped – 1:50
- The Ski Sledge – 2:51
- Theme – 0:19
- Slighcarp the Witch – 1:28
- The Parents Return – 1:36
- Sufficient for Her Needs – 0:54
- Main Themes – 3:04